# Vadocondes
Vadocondes – gmina w Hiszpanii, w prowincji Burgos, w Kastylii i León, o powierzchni 25,69 km². W 2011 roku gmina liczyła 388 mieszkańców.